# A Tale in the Desert
A Tale in the Desert, in Deutschland ehemals unter dem Namen Kemet – A Tale in the Desert veröffentlicht, ist ein MMORPG mit 3D-Grafik, das den Aufbau einer Zivilisation ähnlich dem alten Ägypten simuliert. Der Spieler muss dabei sowohl sich als auch die Spielgemeinschaft in verschiedenen Disziplinen voranbringen.
Das Ziel der Spielergemeinschaft ist es, in sieben Disziplinen jeweils sieben Tests zu bestehen. Die Hintergrundstory handelt vom Konflikt eines „Strangers“, der mit dem Pharao (der In-Game Character des Entwicklers Andrew (Andy) Tepper) gewettet hat, dass die Spielergemeinschaft dieses Ziel nicht erreicht. Seit April 2014 hat Pluribus das Amt des Pharaoh inne.

## Spielkonzept / Besonderheiten
A Tale in the Desert / ATITD weicht von anderen MMORPGs ab, indem es auf Monster und jeglichen Kampf, sowie weitgehend auch auf Erfahrungspunkte verzichtet. Stattdessen können die Spieler ihre Fertigkeiten in den sieben Disziplinen verbessern, indem sie verschiedene Tests bestehen. Diese Tests sind zum Teil sehr schwierig und langwierig, dementsprechend hoch sind die Anforderungen an die Langzeitmotivation.
Eine weitere Besonderheit ist die begrenzte Zeitdauer. Während andere Online-Spiele im Prinzip eine permanente virtuelle Welt erschaffen und normalerweise danach trachten, den Spieler auf Jahre hinaus in dieser Welt zu halten, wird ATITD in Form von Tellings – also einer Erzählung – gestaltet. Pro Erzählung kann mit ca. 1,5 Jahren Spielzeit gerechnet werden. 2014 läuft Telling VI aus und Planungen für Telling VII hat Pluribus Games Anfang Mai 2014 übernommen.
Eine weitere Besonderheit ist die Möglichkeit für Spieler, selbst neue Regeln und Gesetze vorzuschlagen, über die abgestimmt werden kann und die dann von Pharaoh im Spiel eingebaut werden (sofern er nicht aus technischen oder spielerischen Gründen ein Veto einlegt). So wurden verschiedene potenziell zerstörerische Technologien, wie das komplette Abholzen von Bäumen zur schnellen Holzgewinnung oder das Verwandeln normaler Seen in schwefelhaltige, von den Spielern selbst mit eigenen Regeln beschränkt. Es wurden auch schon unliebsame Spieler aus dem Spiel verbannt.
Pharaoh ist übrigens ein existierender Spielcharakter und kann von jedem Spieler ingame direkt angesprochen werden. Andrew „Teppy“ Tepper ist der Chef der Firma eGenesis und ein Entwickler zum „Anfassen“, so wie alle anderen Entwickler und Gamemaster auch. Seit Anfang 2014 hat Andrew Tepper die Weiterentwicklung und Leitung des Spieles an Pluribus abgegeben, langjähriger Gamemaster, Entwickler und CEO von Pluribus Games.

### Crafting
Die Hauptbeschäftigung (mindestens was den Zeitbedarf angeht) des Spielers in Kemet ist Crafting, also die Herstellung von Gegenständen, die er oder andere Spieler im Spiel benötigen (meist für Tests oder für Forschung). In dieser Beziehung ist Kemet sehr vielfältig. Die Beschäftigungsmöglichkeiten reichen vom Sammeln von Schlamm und Ton über die Zucht verschiedener Tiere und Pflanzen bis hin zur Bedienung von komplexen Maschinen, etwa zur Herstellung von Holzkohle. Viele dieser Aktivitäten laufen in Echtzeit ab und verlangen vom Spieler eine gewisse Geschicklichkeit, d. h. wenn die Holzkohle nicht entsprechend belüftet oder gekühlt wird, verbrennt sie oder erlischt, was dem Spieler etwa 5 Minuten zu großer Konzentration zwingt. Geschickte Spieler, die etwa zeitgleich mehrere Holzkohleöfen bedienen können, haben also einen großen Vorteil, was die Ressourcen- und Warenbeschaffung betrifft.
Viele Dinge lassen sich praktisch nur durch Zusammenarbeit verschiedener Spieler mit einigermaßen erträglichem Zeitaufwand erreichen. Aus dieser Notwendigkeit heraus ergibt sich  eine Arbeitsteilung zwischen den Spielern.
Viele Waren erfordern auch, dass man das optimale Verfahren für die Herstellung selbst herausfindet. Über die optimale Herstellung von Asche durch das kontrollierte Verbrennen von Papyrus und Lauch in Holzfeuern zum Beispiel gibt es mehrere fast wissenschaftliche Untersuchungen der Spieler.

### Forschung: Schulen und Universitäten
Die Gesellschaft insgesamt entwickelt sich in ATITD weiter, indem Forschungen durchgeführt werden, durch die neue Fertigkeiten, Gebäude, Maschinen oder Ressourcen ins Spiel eingeführt werden. Die Forschung findet an Universitäten statt, die allerdings hohe Mengen an Ressourcen erfordern, bevor die jeweilige Forschung freigegeben wird. Nachdem die Forschung freigegeben ist, kann jeder an den zugehörigen Schulen die Fertigkeiten lernen.
Viele Dinge müssen von den Spielern selbst weiterentwickelt und/oder erforscht werden. So gibt es z. B. Möglichkeiten, durch Kreuzung ertragreichere Flachssorten zu züchten oder auch einfach nur schönere Blumen zu entwickeln.

### Die sieben Disziplinen
- Architektur
- Körper
- Konflikt (seit Tale 3 ersetzt durch Harmonie)
- Verehrung
- Führung
- Kunst und Musik
- Gedanken